# Frithiof Berglund
Frithiof Berglund, folkbokförd Oscar Fritiof Berglund, född 21 april 1905 i Göteborgs Gamlestads församling, död 14 februari 1973 i Mölndals församling i Göteborgs och Bohus län, var en svensk konstnär, som räknades till Göteborgskoloristerna.

## Biografi
Frithiof Berglund var son till skräddarmästaren Oscar Berglund och hans hustru Francina Salomonsdotter. Han utbildades i hemstaden vid Slöjdföreningens skola och vid Valands målarskola, där han hade Tor Bjurström som lärare. Han var från 1937 gift med Asta Strömvall (1907–2000). Deras äldste son var författaren Björn Berglund (1938–2021).
Frithiof Berglund målade landskapsbilder men framför allt stilleben, ofta med vilda blommor eller med orkidéer. Han har utfört underlag till en vävnad för Mölndals stadshus, och hans tavlor pryder vidare Folkets hus, bibliotek och ålderdomshem i Mölndal. Han är representerad på Moderna Museet i Stockholm, Göteborgs konstmuseum samt på museerna i Borås, Linköping, Jönköping, Kalmar, Norrköping och Ystad. Frithiof Berglund är gravsatt på Kikås kyrkogård i Mölndal.